# Hideto Nakane
Hideto Nakane (Japão, 2 de maio de 1990) é um ciclista japonês que corre desde a temporada de 2021 na equipa EF Education-NIPPO de categoria UCI WorldTeam.

## Palmarés
- 2020
  - 1 etapa do Tour de Langkawi